# Дрисенський замок

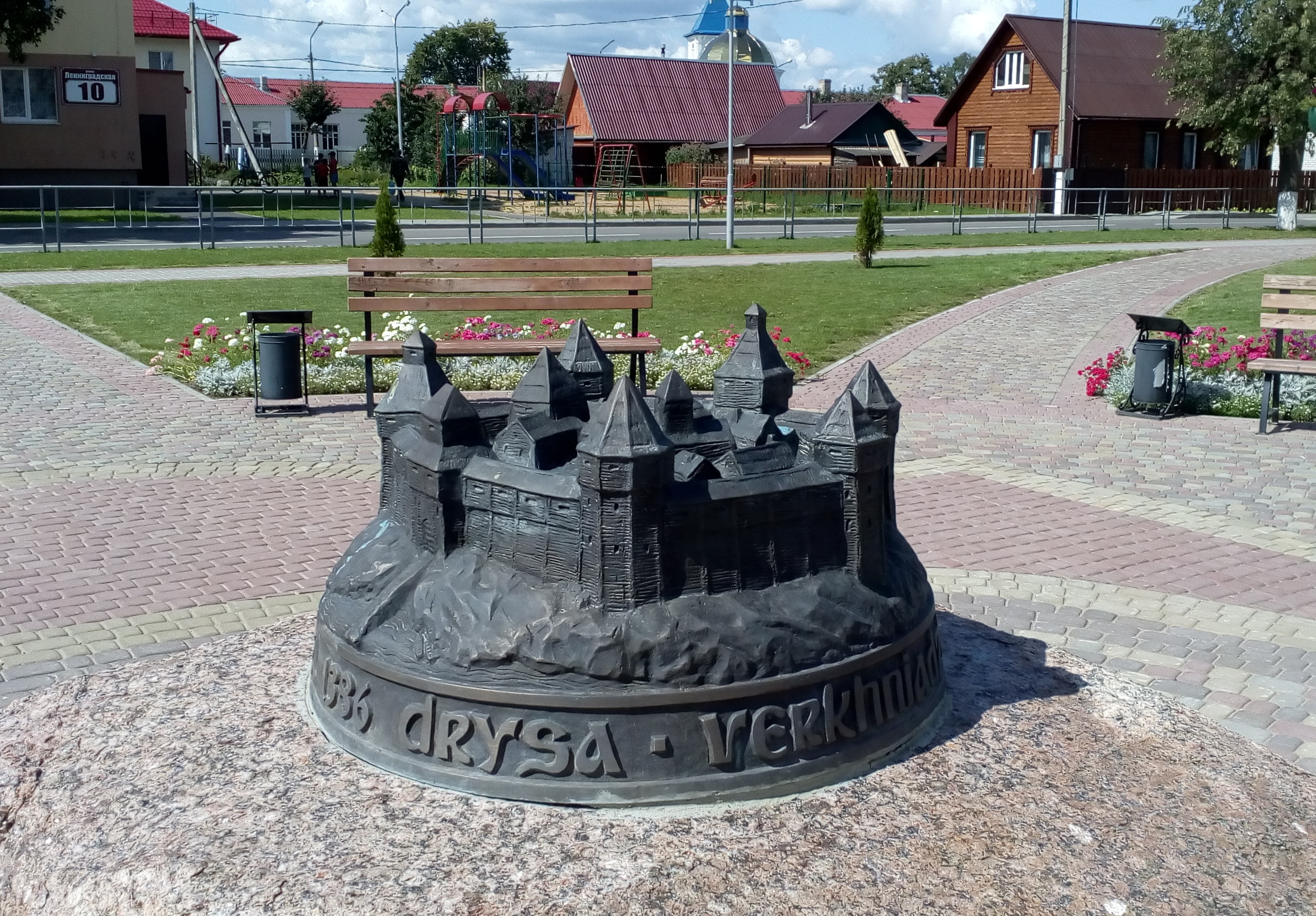
Макет замку на головній площі у Верхньодвінську

Дри́сенський за́мок — оборонна споруда у місті Дриса Великого князівства Литовського (нині у Верхньодвінську, Вітебська область).
У XIV ст. замок мав дерев'яні укріплення. Хроніка Стрийковського згадує, що в 1386 році в замку спалили полоцького князя Андрія Полоцького, який виступив проти Кревської унії.
Сигізмунд Август наказав відновити замок. У 1563 р. його захопив московський цар Іван IV, а в 1577 р. оновила московська адміністрація. У 1579 році король Стефан Баторій повернув його Речі Посполитій.
На сьогодні сліди Дрисенського замку не збереглися.